# Zwei Menschen
Zwei Menschen er en tysk stumfilm fra 1924 instrueret af Hanns Schwarz.

## Medvirkende
- Olaf Fjord som Rocus von Enna
- Ágnes Esterházy
- Jacoby som von Enna
- Toni Wittels som von Enna
- Karl Ernst
- Ferdinand Martini
- Hildegard Imhof